# Our (Lesse)
Pour les articles homonymes, voir Our.
L'Our est une petite rivière ardennaise de Belgique située en Wallonie, affluent de la Lesse et faisant donc partie du bassin versant de la Meuse. 

## Géographie
L’Our draine la moitié nord de la commune de Paliseul. Elle résulte de la confluence de deux ruisseaux à Frênes, traverse les villages d'Opont, Beth et Our et se jette dans la Lesse 1 km à l'ouest du hameau de Lesse.

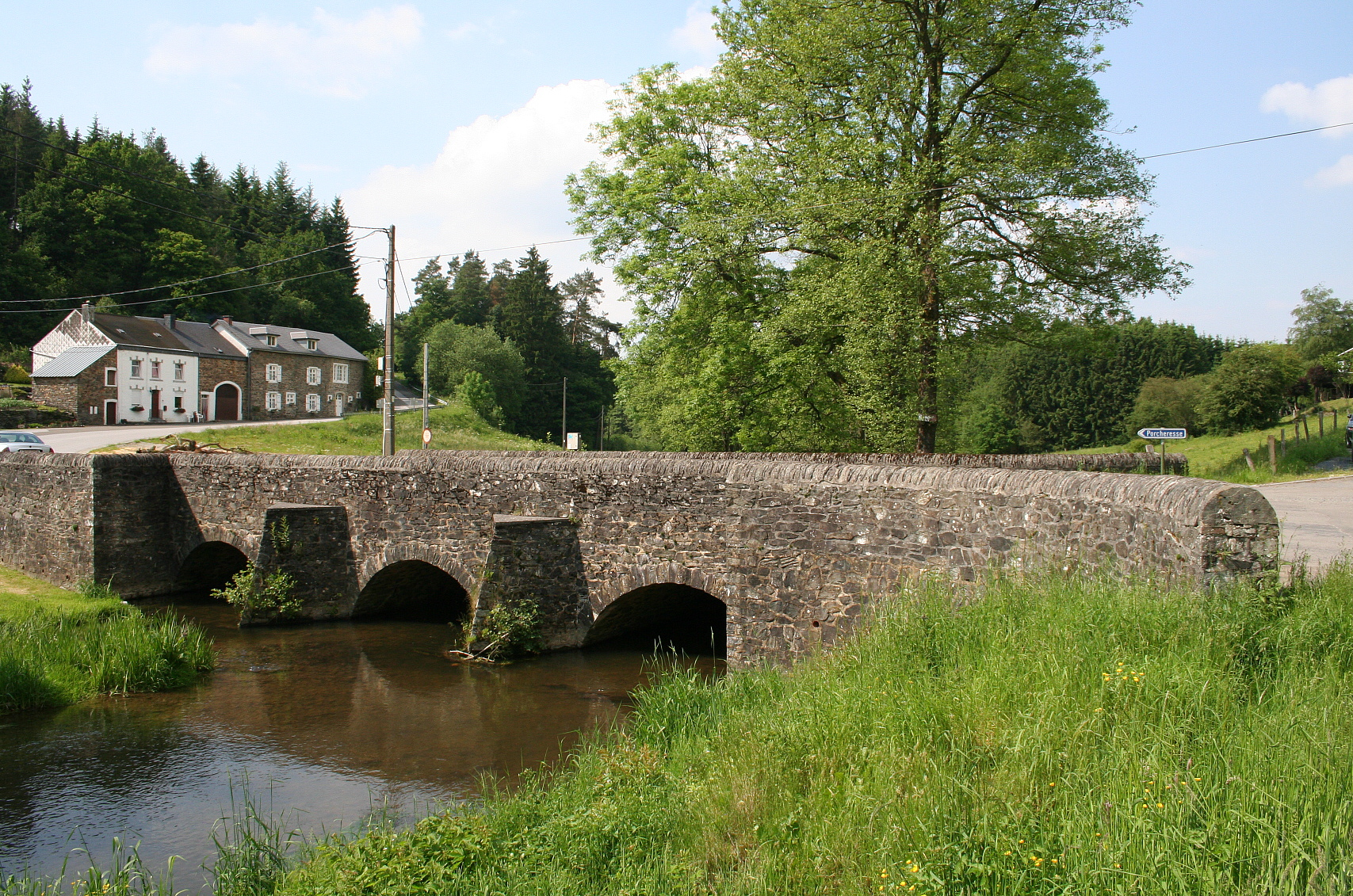
Le pont sur l'Our au nord du village d’Our.